# Эголф, Гретчен
Гре́тчен Э́голф (И́голф; англ. Gretchen Egolf; род. 9 сентября 1973) — американская актриса.
Эголф родилась и выросла в Ланкастере, штат Пенсильвания, и в 1995 году окончила Джульярдскую школу драмы в Нью-Йорке. Она появилась в более тридцати телевизионных шоу и фильмов, но в первую очередь является активной на театральной сцене. На Бродвее, Эголф дебютировала в 1997 году, с главной роли Жаклин Кеннеди в пьесе Jackie: An American Life. Эту же роль она сыграла в пьесе 2006 года The Secret Letters of Jackie and Marilyn.
На телевидении, Эголф снялась в сериалах «Китайский городовой» (1999—2000) и «Путешественник» (2007). В качестве ведущей актрисы она снялась в неудачном пилоте 2011 года Eden USA Network. В период между 2009—2012 годами у неё была второстепенная роль помощника окружного прокурора Кендры Джилл в сериале NBC «Закон и порядок: Специальный корпус», а в дополнение к этому она в разные годы была гостем в таких шоу как «Хорошая жена», «Мыслить как преступник», «Морская полиция: Спецотдел» и «Город пришельцев».